# Tupaia splendidula
Espèce
Statut de conservation UICN

 LC  : Préoccupation mineure
Statut CITES
Tupaia splendidula est un mammifère de la famille des Tupaiidae qui est endémique d'Indonésie.